# HD354944
HD354944 — хімічно пекулярна зоря спектрального класу
F0 й має видиму зоряну величину в смузі V приблизно  9,5.